# Spirit Cave
Spirit Cave es un yacimiento arqueológico localizado en las estribaciones de las montañas Stillwater, a una altitud de 1266 m s. n. m. dentro del Refugio Nacional de Vida Silvestre Stillwater. Está a 21 km al noreste de Fallon (Nevada). 

## Hallazgo
Durante el verano de 1940, Sydney M. y Georgia N. Wheeler realizaron trabajos de campo arqueológicos para la Comisión de Parques Estatales de Nevada, en el condado de Churchill. Investigaron varias cuevas en los alrededores, con la esperanza de encontrar evidencia de presencia humana durante el período en que el lago prehistórico Lahontan estaba retrocediendo, hace aproximadamente 10.000 años.
Al ingresar a Spirit Cave descubrieron los restos de dos personas envueltas en esteras de tule. Un conjunto de restos, enterrados uno a mayor profundidad que el otro, habían sido parcialmente momificados (la cabeza y el hombro derecho). Se descubrió que el individuo parcialmente momificado (la momia de la Cueva del Espíritu) llevaba mocasines y estaba envuelto en una manta de piel de conejo cuando lo depositaron. Los Wheeler, con la ayuda de los residentes locales, recuperaron un total de sesenta y siete artefactos de la cueva.
El trabajo de campo dio como resultado la documentación de veintiséis cuevas y refugios, la mayoría de ellos con restos arqueológicos. Los restos fueron catalogados y almacenados en el Museo del Estado de Nevada en Carson City. En 2016, los restos fueron repatriados a los nativos Paiute-Shoshón de Fallon. Las similitudes biológicas entre los restos encontrados en Spirit Cave han mostrado una asociación innegable con restos dispersos en una amplia ubicación geográfica, como el hombre de Wizard Beach y el entierro del perro de Crypt Cave.

## Dataciones
Mientras realizaba un esfuerzo de investigación colaborativo con el Museo del Estado de Nevada en 1994, el laboratorio de radiocarbono de la Universidad de California en Riverside obtuvo determinaciones de la edad del radiocarbono en el cabello y el hueso de la momia Spirit Cave. Cuando se realizaron las dos primeras dataciones por radiocarbono con espectrómetro de masas con acelerador (AMS), se descubrió que la momia de Spirit Cave tenía más de 9.400 años.
Las datación por radiocarbono en el hueso de Spirit Cave oscilan entre 9.430+60 y 1.490+50 años A.P.. Estadísticamente, las determinaciones de edad por radiocarbono en el cabello de la momia son las mismas que las fechas de los huesos asociados. Los textiles de Spirit Cave muestran un patrón similar que va desde 9.460+60 hasta 1.650+60. años A.P. La concordancia es sorprendente entre los especímenes asociados. Estas fechas identificaron el Entierro no. 1 como la hembra adulta, y demostró la fecha mucho más tardía del individuo masculino joven, a partir del hueso fragmentario mezclado de dos individuos recolectados por los Wheelers. Además, el fragmento de cesta enrollada de la cueva, similar a la Cultura Lovelock enrollada en otros sitios, data de 2210+60 años antes de Cristo. Esto concuerda con la secuencia cestera de la zona. La fecha de la estera de hierba cortada demuestra una visita posterior al sitio por parte de un grupo desconocido y proporciona un marco temporal para este espécimen inusual. Crypt Cave, cerca del lago Winnemucca, Nevada, arrojó fechas de radiocarbono paralelas a las de Spirit Cave. Las esteras trenzadas con diamantes de la Cueva de la Cripta datan de 9.120+60 años A.P.. La determinación de la edad por radiocarbono del entierro del perro de la Cueva de la Cripta data de 6.360+60 años antes de Cristo. Las esteras trenzadas con diamantes también se encontraron en Grimes Burial Shelter, no lejos de Spirit Cave. Arrojó una edad de 9.470+60 años A.P.